# 欖都
欖都是指中國廣東省中山市小欖鎮，古鎮，東鳳鎮，東升鎮一帶。除了古鎮人，欖都人常使用沙田話（近順德話），而古鎮人就使用古鎮話（近新會話）。

## 歷史
- 1152年 香山縣成立，大欖都是其中一個都。
- 1827年 大欖都改為欖都。
- 1880年 欖都改為欖鎮。
- 1910年 欖鎮改為香山縣第三區。